# Wonan
Wonan (kinesiska: 涡南) är en köping i östra Kina. Den ligger i Guoyang härad i staden Bozhou i provinsen Anhui, omkring 200 kilometer nordväst om provinshuvudstaden Hefei.